# Archidiecezja ateńska
Archidiecezja ateńska (łac. Archidioecesis Atheniensis; gr. Αρχιεπισκοπή Αθηνών) – jedna z 4 archidiecezji obrządku łacińskiego w Kościele katolickim w Grecji w regionie Attyka ze stolicą w Atenach. Erygowana w 1205 przez Innocentego III jako archidiecezja, natomiast zlikwidowana w 1483 (w tym samym czasie została biskupstwem tytularnym). Ustanowiona (ponownie) archidiecezją 23 lipca 1875 bullą papieską przez Piusa IX. Arcybiskupstwo podlega bezpośrednio (do) Stolicy Apostolskiej.

## Główne świątynie
- Katedra: Katedra św. Dionizego Areopagity w Atenach

## Biskupi
- - Abp Teodoros Kontidis SJ (od 2021)
  - Abp Sevastianos Rossolatos (2014.10.25 – 2021.07.14)
  - Abp Nikolaos Foskolos (1973.06.25 – 2014.08.12)
  - Abp Venediktos Printesis (1959.05.15 – 1972.11.17)
  - Abp Marios Makrionitis SJ (1953.03.11 – 1959.04.08)
  - Abp Markos Sigalas (1947.05.29 – 1950.03.10)
  - Abp Giovanni Battista Filippucci (1927.02.24 – 1947.05.29)
  - Abp Louis Petit (1912.03.04 – 1926.06.24)
  - Abp Antonio Delenda (1900.08.20 – 1911.08)
  - Abp Ioannis Marangos (1875.07.23 – 1900?)